# Confederação Brasileira de Beisebol e Softbol
A Confederação Brasileira de Beisebol e Softbol (CBBS) é o órgão responsável pela organização dos eventos e representação dos atletas do beisebol e do softbol no Brasil.
Passou a organizar, a partir da fundação em 1990, o Campeonato Brasileiro de Beisebol que era antes organizado pela Federação Paulista de Beisebol e Softbol. Anteriormente os campeonatos eram organizados pela Federação Paulista de Beisebol e Softbol desde 1946, mas que na realidade existiam desde 1936, quando a realização o I Campeonato Brasileiro.
A partir de 2003, a Confederação começou a organizar os campeonatos, que na verdade foi o LVII campeonato.

## Histórico

### Origens do Beisebol organizado
A partir da década de 30 em diante, passaram a ser realizados torneios regionais de beisebol pelo Brasil afora. Na região Noroeste de São Paulo, onde ficava a Colônia Aliança, era organizado o Torneio de Beisebol da Noroeste; e na cidade de São Paulo, havia o Campeonato de Beisebol da Cidade de São Paulo.
O primeiro campeonato, aconteceu em 1936, época em que se registrou uma grande expansão dos japoneses no interior, foi realizado na cidade de São Paulo o Grande Torneio Nacional de Beisebol, com a participação de Bastos, Paraguaçu Paulista, São Paulo e Tietê. O time da Colônia Aliança, que ficou de fora da primeira edição do torneio, participou da segunda graças à adoção de um sistema de eliminatórias regionais que já eram defendidas desde antes. Da terceira edição em diante, o torneio passou a ser financiado pelo Jornal Nippak. Com a cobrança de ingressos, o torneio chegou até a sexta edição, realizada em 1941, ano que por causa da entrada do Japão na Segunda Guerra Mundial, as associações japonesas foram fechadas, fazendo deste o último campeonato e partida oficial de beisebol no pré-guerra.
Entre os pioneiros clubes paulistas estão: Coopercotia, São Paulo, Anhanguera, Gigantes, Ipiranga, Piratas, Osasco, Kodama e União Assahi (Santo André), vindo depois o, Faísca, Ipiranga e Piratas (que jogava com uma autorização para usar o escudo do São Paulo Futebol Clube. No interior do estado, os pioneiros foram Aliança, Mirandópolis, Bastos, Paraguaçu Paulista, Tietê, Araçatuba, Junqueirópolis, vindo depois Pacaembu, Pereira Barreto, Getulina e Tupã. No Paraná, a formação de clubes iniciou-se por Curitiba, onde se formaram várias equipes.

### Campeonatos
A Confederação Brasileira de Beisebol e Softbol organiza campeonatos nacionais para diferentes idades. No Beisebol, as categorias são: Pré Infantil (t-ball) (até 10 anos), Infantil (11 e 12 anos), Pré Junior (13, 14 anos), Junior (15, 16 anos), Juvenil (17, 18 anos) e Adulto. Há também um campeonato sub 21. Já no Softbol, as divisões adotadas a partir de 2014 são: Sub 13, Sub 15, Sub 17, Sub 19 e Adulta. Ainda, há uma divisão da CBBS que é responsável por organizar os campeonatos de beisebol veterano, com categorias de 5 em 5 anos a partir de 30 anos e até os 70 anos. Ainda há a CBBSU, responsável por organizar o Campeonato Brasileiro Universitário de beisebol e de softbol.
Em 2014, os campeonatos realizados pela confederação foram:
- Torneio Início (Beisebol: Pré Infantil; Softbol: Mirim)
- Taça Yakult (Beisebol: Infantil, Pré Junior)
- Campeonato Brasileiro de Clubes (Beisebol: Pré Infantil, Infantil, Pré Junior, Junior, Juvenil, Adulto, Sub 21; Universitário. Softbol: Sub 13, Sub 15, Sub 17, Sub 19, Adulta, Universitário. Beisebol Veterano: 30 "trintão", 35 "pré veterano", 40 "quarentão", 45 "quarenta e cinco", 50 "cinquentão", 55 "cinquenta e cinco", 60 "sessentão", 65 "super veterano", 70 "setentão")
- Taça Brasil  (Beisebol: Pré Infantil, Infantil, Pré Junior, Junior, Juvenil, Adulto; Softbol:  Sub 13, Sub 15, Sub 17, Sub 19, Adulta)
- Torneio Internacional (Beisebol: Infantil)
- Festival Primavera (Beisebol: Pré Infantil)
- Taça dos Clubes Campeões (Beisebol: Infantil, Pré Junior, Junior)
- Campeonato Brasileiro Interseleções (Beisebol: Infantil, Pré Junior, Junior. Beisebol Veterano: 30 "trintão", 35 "pré veterano", 40 "quarentão", 45 "quarenta e cinco", 50 "cinquentão", 55 "cinquenta e cinco", 60 "sessentão", 65 "super veterano", 70 "setentão")